# Saison 1 de Quoi d'neuf Scooby-Doo ?

Cet article présente la saison 1 de la série télévisée d'animation américaine Quoi d'neuf Scooby-Doo ? (What's New, Scooby-Doo?), diffusée pour la première fois en 2002-2003.

## Épisode 1:L’Abominable Créature des Neiges
- Autre titre : L’Abominable Monstre des Neiges
- Titre original : There's No Creature Like Snow Creature
- Numéro(s) : 1 (1.1)
- Scénariste(s) :
- Réalisateur(s) :
- Diffusion(s) : 
  -  États-Unis : 14 septembre 2002
- Invité(es) :
- Résumé : Un monstre de glace gigantesque s'en prend à des sportifs d'un championnat de snowboard. Scooby-Doo et ses amis vont tenter d'élucider ce mystère.

## Épisode 2: La Malédiction du Dinosaure
- Titre original : 3-D Struction
- Numéro(s) : 2 (1.2)
- Scénariste(s) :
- Réalisateur(s) :
- Diffusion(s) : 
  -  États-Unis : 21 septembre 2002
- Invité(es) :
- Résumé : Scooby-Doo et ses amis vont à une exposition sur les dinosaures. Ils vont devoir mener l'enquête car un Tyrannosaure, censé avoir disparu depuis des millions d'années, sème la terreur.

## Épisode 3:Le Singe de l'Espace
- Titre original : Space Ape at the Cape
- Numéro(s) : 3 (1.3)
- Scénariste(s) :
- Réalisateur(s) :
- Diffusion(s) : 
  -  États-Unis : 28 septembre 2002
- Invité(es) :
- Résumé : Les cinq amis se rendent dans un laboratoire scientifique qui étudie les sciences de l'espace. C'est là qu'un mystérieux œuf trouvé sur un astéroïde donne naissance à un alien qui s'enfuit et sème la panique parmi les savants.

## Épisode 4:Panique chez les Cajuns
- Autre titre : Panique au carnaval !
- Titre original : Big Scare in the Big Easy
- Numéro(s) : 4 (1.4)
- Scénariste(s) :
- Réalisateur(s) :
- Diffusion(s) : 
  -  États-Unis : 5 octobre 2002
- Invité(es) :
- Résumé : Alors qu'ils se trouvent à la Nouvelle-Orléans pour Mardi Gras, les 5 amis découvrent que les fantômes de deux frères morts durant la Guerre de Sécession hantent le plus vieux cimetière de la ville.

## Épisode 5:Le Mystère de la machine à mystère
- Titre original : It's Mean, It's Green, It's the Mystery Machine
- Numéro(s) : 5 (1.5)
- Scénariste(s) :
- Réalisateur(s) :
- Diffusion(s) : 
  -  États-Unis : 26 octobre 2002
- Invité(es) :
- Résumé : La Mystery Machine se comporte de manière effrayante : elle démarre, traverse la ville, s'en prend à ses propriétaires, sans aucun conducteur à son bord, entourée d'un halo vert, et accompagnée d'une musique étrange.

## Épisode 6:Viva Las Vegas
- Titre original : Riva Ras Regas (Tel que le prononce Scooby-Doo qui a un défaut de prononciation)
- Numéro(s) : 6 (1.6)
- Scénariste(s) :
- Réalisateur(s) :
- Diffusion(s) : 
  -  États-Unis : 2 novembre 2002
- Invité(es) :
- Résumé : La bande à Scooby-Doo visite Las Vegas. Ils découvrent qu'un mystérieux individu usurpe l'identité d'un grand magicien pour commettre ses actes malveillants.

## Épisode 7:Les Rails de l'enfer
- Titre original : Roller Ghoster Ride!
- Numéro(s) : 7 (1.7)
- Scénariste(s) :
- Réalisateur(s) :
- Diffusion(s) : 
  -  États-Unis : 9 novembre 2002
- Invité(es) :
- Résumé : Le Scooby-Gang va dans un parc d'attraction dirigé par deux jeunes filles. Mais un monstre vert prend les 5 amis en chasse.

## Épisode 8:Le Safari
- Titre original : Safari, So Goodie!
- Numéro(s) : 8 (1.8)
- Scénariste(s) :
- Réalisateur(s) :
- Diffusion(s) : 
  -  États-Unis : 23 novembre 2002
- Invité(es) :
- Résumé : La bande à Scooby fait un safari en Afrique du Sud et découvre que tous les animaux sont phosphorescents, nimbés d'une lueur jaune. Au cours de leur enquête, Scooby et ses amis vont démanteler un trafic illégal d'animaux sauvages…

## Épisode 9:Le Monstre des Océans
- Titre original : She Sees Sea Monster at the Sea Shore
- Numéro(s) : 9 (1.9)
- Scénariste(s) :
- Réalisateur(s) :
- Diffusion(s) : 
  -  États-Unis : 30 novembre 2002
- Invité(es) :
- Résumé : Grâce au riche père de Daphné, le Scooby-Gang passe ses vacances d'été dans un luxueux bungalow avec vue sur la mer. Mais un gigantesque Serpent de mer terrorise la côte.

## Épisode 10:Le Bonhomme de neige sans tête
- Titre original : Scooby-Doo Christmas
- Numéro(s) : 10 (1.10)
- Scénariste(s) :
- Réalisateur(s) :
- Diffusion(s) : 
  -  États-Unis : 13 décembre 2002
- Invité(es) :
- Résumé : La bande à Scooby se rend chez la famille de Vera pour passer Noël mais il neige tellement qu'ils sont contraints à s'arrêter dans une petite ville. Les habitants sont terrorisés par un gigantesque bonhomme de neige qui les poursuit.

## Épisode 11:Les Jouets destructeurs
- Titre original : Toy Scary Boo
- Numéro(s) : 11 (1.11)
- Scénariste(s) :
- Réalisateur(s) :
- Diffusion(s) : 
  -  États-Unis : 1er février 2003
- Invité(es) :
- Résumé : Le Scooby-Gang se retrouve enfermé dans un centre commercial, la nuit. Des milliers de jouets prennent vie et les attaquent.

## Épisode 12:Le Fantôme de l'Opéra de Pékin
- Titre original : Lights! Camera! Mayhem
- Numéro(s) : 12 (1.12)
- Scénariste(s) :
- Réalisateur(s) :
- Diffusion(s) : 
  -  États-Unis : 15 février 2003
- Invité(es) :
- Résumé : Alors qu'ils visitent les studio d'Hollywood, en Californie, le fantôme d'un ancien acteur mort durant une cascade, s'en prend à l'équipe de tournage d'un film, notamment à ses cascadeurs.

## Épisode 13:Le Gladiateur de Pompéi
- Titre original : Pompeii and Circumstance
- Numéro(s) : 13 (1.13)
- Scénariste(s) :
- Réalisateur(s) :
- Diffusion(s) : 
  -  États-Unis : 22 février 2003
- Invité(es) :
- Résumé : Alors qu'ils visitent l'Italie, ils apprennent qu'un mort-vivant ayant l'apparence d'un gladiateur, ayant survécu à l'éruption du Vésuve durant d'Antiquité, hante les ruines de Pompéi.

## Épisode 14:Le Base-balleur fantôme
- Titre original : The Unnatural
- Numéro(s) : 14 (1.14)
- Scénariste(s) :
- Réalisateur(s) :
- Diffusion(s) : 
  -  États-Unis : 22 mars 2003
- Invité(es) :
- Résumé : La bande à Scooby rencontre un célèbre joueur de base-ball au cours d'un match. Malheureusement, un fantôme s'en prend à eux. Il s'agirait d'un ancien joueur de base-ball…